# 気多本宮
気多本宮（けたほんぐう）は、石川県七尾市に位置する神社である。正式には能登生国玉比古神社（のといくくにたまひこじんじゃ）と称する。

## 概要
能登国総鎮守で、上代には能登の大神と仰がれていた。大己貴命を祭神とする。

## 歴史
上古孝元天皇の治世に創祀されたと伝える。崇神天皇の御代に羽咋の竹津浦に祭神を分霊し気多神社が創祀、それから気多本宮と称するようになった。

## 祭事
- 3月21日 - 平国祭（くにむけのまつり）、通称「おいで祭」
- 12月13日 - 鵜祭（新嘗祭）

## 周辺
- 本宮閣
- 本宮保育園

## 交通アクセス
鉄道
JR西日本七尾線： 七尾駅下車、車で5分。